# Fédération Internationale de Philatélie
Die Fédération Internationale de Philatélie (FIP) ist der Weltverband der nationalen Philatelisten-Verbände.

## Geschichte und Struktur
Der Verband wurde am 18. Juni 1926 durch sieben europäische Philatelistenverbände (Deutschland, Österreich, Belgien, Frankreich, Niederlande, Schweiz und Tschechoslowakei) gegründet. Der Verband wird geleitet durch den Vorstand mit einem Präsidenten und einem Vize-Präsidenten. Die FIP ist in der Rechtsform eines Vereins schweizerischen Rechts organisiert und hat seinen Sitz in Zürich. Der FIP-Kongress wird jedes Jahr auf einer von der FIP geförderten internationalen Briefmarkenausstellungen abgehalten. 2014 waren 87 Landesverbände Mitglied, dazu die drei Kontinentalverbände FEPA (Europa), FIAF (Amerika), FIAP (Asien).

## Präsidenten
| Person                                     | Nationalität     | Amtszeit  |
| ------------------------------------------ | ---------------- | --------- |
| Willy Bigwood (1872–1929)                  | Belgien          | 1926–1929 |
| Georg Vincent van der Schooren (1876–1931) | Niederlande      | 1929–1931 |
| Pierre-Jean Maingay (1877–1941)            | Belgien          | 1931–1941 |
| Emile Friederich (1877–1956)               | Schweiz          | 1946–1955 |
| Lucien Berthelot (1903–1985)               | Frankreich       | 1955–1972 |
| Léon Pütz (1908–2003)                      | Luxemburg        | 1971–1978 |
| Ladislav Dvořaček (1923–2015)              | Tschechoslowakei | 1980–1990 |
| D. N. Jatiya (1930–2000)                   | Indien           | 1990–1998 |
| Knud Mohr (1935–2016)                      | Dänemark         | 1998–2002 |
| Koh Seow Chuan                             | Singapur         | 2002–2006 |
| Joseph Wolff                               | Luxemburg        | 2006–2010 |
| Tay Peng Hian                              | Singapur         | 2010–2018 |
| Bernard Beston                             | Australien       | 2018–     |

## Ziele
Die vorrangigen Ziele des Verbandes sind:
- Förderung des Briefmarkensammeln und der Philatelie
- Aufrechterhaltung freundschaftliche Beziehungen und der Freundschaft unter den Völkern
- Aufbau enger Verbindung zum philatelistischen Handel und staatlicher Postverwaltungen
- Förderung philatelistischer Ausstellungen (durch Schirmherrschaft oder Federführung)

## Kommissionen
Die 11 Fachbereiche (Kommissionen genannt) werden durch je einen Kommissar geleitet:
1. Aerophilatelie
2. Astrophilatelie
3. Fälschungsbekämpfung
4. Maximaphilie
5. Philatelistische Literatur
6. Postgeschichte
7. Ganzsachen
8. Thematische Philatelie
9. Klassische Philatelie
10. Stempelmarken
11. Jugendphilatelie

Die ehemalige Kommission für philatelieschädigende Ausgaben wurde aufgelöst.